# Ultraleichtfluggelände Unterschneidheim-Walxheim

i7
i11
i13

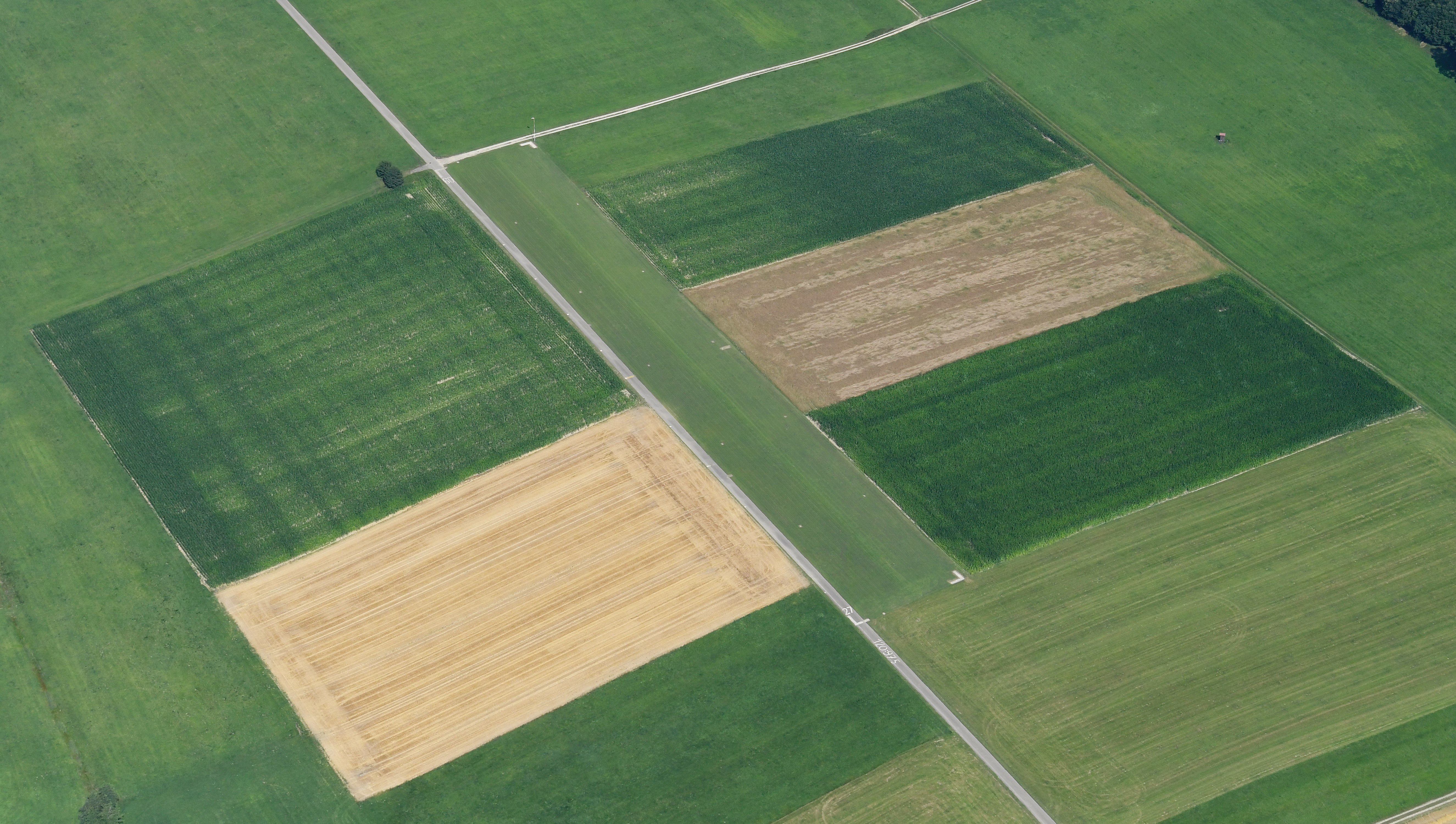
Die Start- und Landebahn des Ultraleichtfluggeländes Unterschneidheim-Walxheim

Das Ultraleichtfluggelände Unterschneidheim-Walxheim liegt im Ortsteil Walxheim der Gemeinde Unterschneidheim im Ostalbkreis in Baden-Württemberg. Der Platzhalter und Betreiber ist der Fliegerverein Walxheim e. V.

## Lage
Das Ultraleichtfluggelände liegt etwa 1 km nördlich von Walxheim. Naturräumlich liegt es einige Kilometer westlich des Nordwestrandes des Nördlinger Rieses.

## Flugbetrieb
Das Ultraleichtfluggelände besitzt eine Betriebsgenehmigung für Ultraleichtflugzeuge, Motorschirme, Hängegleiter, Gleitsegel und Sprungfallschirme. Hängegleiter und Gleitsegel starten per Windenstart oder Flugzeugschlepp. Das Ultraleichtfluggelände ist mit einer 300 m langen und 35 m breiten Start- und Landebahn aus Gras (Richtung 09/27) sowie mit einer 1000 m langen und 5 m breiten Seilauslegebahn (Richtung 09/27) ausgestattet.

## Geschichte
Das Ultraleichtfluggelände Unterschneidheim-Walxheim wurde ursprünglich am 9. Juni 1988 mit dem Drachenfliegerclub Bopfingen e. V. als Platzhalter genehmigt. Es besaß zu diesem Zeitpunkt eine Genehmigung für Hängegleiter im Windenstart. Die Genehmigung wurde am 15. April 2004 um Ultraleichtflugzeuge, Motorschirme und Gleitsegel erweitert. Der Platzhalter wurde auf den Fliegerverein Walxheim e. V. geändert. Am 2. Mai 2018 wurde die Genehmigung um Sprungfallschirme erweitert.